# Pre-Grieks
Pre-Grieks is de term die gebruikt wordt om de hypothetische taal aan te duiden die gesproken werd in Griekenland voor de komst van de Indo-Europeanen en dient dan ook vóór 2000 v.Chr. gesitueerd te worden. Deze taal is zelf niet Indo-Europees maar heeft wel een grote invloed gehad op de verdere ontwikkeling van het Oudgrieks, met name in de fonologie en de woordenschat.
De Griekse taal is betrekkelijk goed gedocumenteerd. De eerste schriftelijke bronnen stammen uit de late bronstijd, rond de dertiende eeuw v.Chr., en zijn Myceens. In die bronnen zijn reeds woorden te vinden die niet herleid kunnen worden tot de woordenschat van het Proto-Grieks (eind derde, begin tweede millennium v.Chr.) of, uiteindelijk, het Proto-Indo-Europees. Dat impliceert substraatwerking van een pre-Griekse cultuur, ook wel Pelasgisch genoemd. Dat er een pre-Griekse cultuur bestaan moet hebben, blijkt onder andere uit goden(namen), plaatsnamen en woorden voor regionale flora en fauna. Laatste ligt voor de hand, aangezien de Indo-Europeanen uitheems waren.

## Leenwoorden
Woorden die vermoedelijk of waarschijnlijk ontleend zijn aan een pre-Griekse taal zijn:
- Sociale begrippen, zoals basileus (Myceens: qa-si-re-u; 'koning'), doulos (Myceens: do-e-ro; 'slaaf'), tyrannos (Τύραννος 'tiran') en een woord voor 'concubine'.
- Namen voor helden en goden, zoals Odysseus, Achilles, Theseus, Athena, Hera, Aphrodite, Hermes.
- Plaatsnamen, waarvan de wortels of de achtervoegsels niet Indo-Europees zijn. Voorbeelden zijn Knossos, Salamis, Larisa, Samos, Olympus en Mycene. Verder nog plaatsnamen met 
  - -nth- (bv. Κόρινθος Korinth, Ζάκυνθος Zakynthos),
  - -ss- (bv. Παρνασσός Parnassos),
  - -tt- (bv. Ὑμηττός Hymettus).
- Namen voor Mediterrane planten, zoals vijg, wijnstok (ἄμπελος ampelos), olijf (ἐλαίϝα elai(w)a), hyacint, cipres, laurier, majoraan, kikkererwt, kastanje en kers.
- Namen voor dieren, zoals de ezel, os en kever.
- Namen voor objecten uit de materiële cultuur, zoals metaal, tin, brons, lood, oliefles, zwaard, javelijn, kamer, badkuip, baksteen en toren (πύργος pyrgos).
- Het woord voor 'zee': thalassa (θάλασσα).